# Recta de altura
La recta de altura es la línea de posición por excelencia usada en navegación astronómica, descubierta por casualidad en 1837 por el capitán Thomas H. Sumner.
La recta de altura, es en realidad una aproximación al círculo de posición, o circunferencia de alturas iguales, en el entorno cercano a la posición verdadera del observador, en donde se confunde arco y cuerda o arco y tangente. Este ingenioso artificio matemático permite simplificar notablemente los cálculos para obtener la recta, y poder dibujarla en la carta náutica mercatoriana.

## Clases
Secantes al círculo de alturas iguales:
- Recta Sumner o secante por corte con los paralelos.
- Secante por corte con los meridianos.

Tangentes al círculo de alturas iguales:
- Tangente  Johnson.
- Tangente  Borda.
- Tangente Marcq de Saint-Hilaire.

## Determinante
El determinante de una recta de altura es el conjunto de datos necesarios para definirla unívocamente, y poder así dibujarla en una carta náutica.

## Recta de altura Marcq St. Hilaire

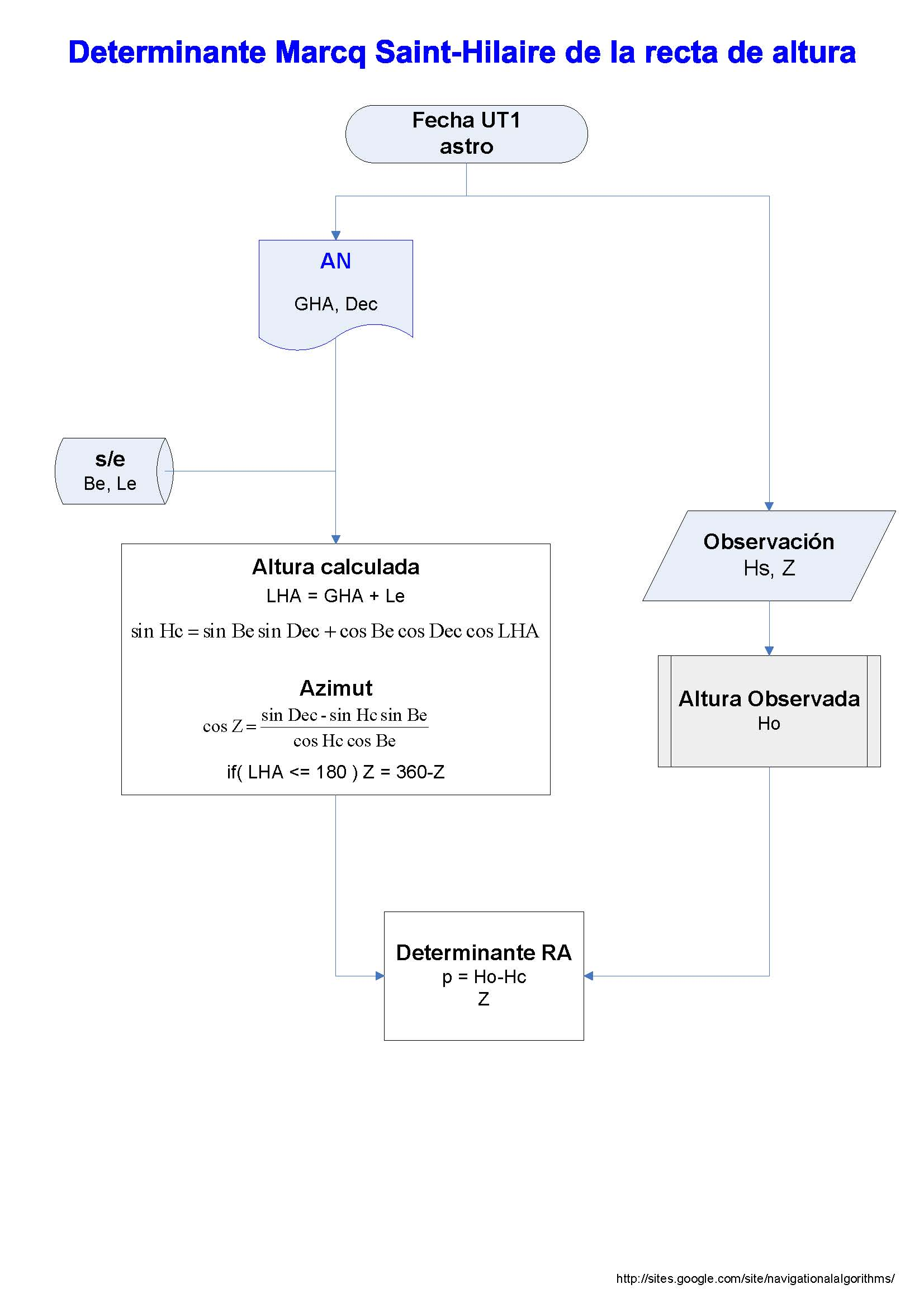
Obtención de la recta de altura Marcq.

La recta de altura Marcq St. Hilaire queda definida por su determinante constituido por:
- La situación de estima o posición asumida, (Be, Le).
- La diferencia de alturas, p = Ho-Hc.
- Y el azimut Z.

{\displaystyle sinHc=sinBe*sinDec+cosBe*cosDec*cosLHA\,}
{\displaystyle cosZ=(sinDec-sinHc*sinBe)/(cosHc*cosBe)\,}
if( 0 < LHA < 180º ) {\displaystyle Z=360-Z\,}
donde B es la latitud, (+N/-S), L es la longitud, (+E/-W), LHA = GHA + Le es el ángulo horario local, Dec y GHA son la declinación y el ángulo horario en Greenwich del astro observado. Y Ho es la altura verdadera, es decir, la altura medida con el sextante corregida.

### Obtención
El procedimiento general para obtener una recta de altura Marcq a partir de la observación de un cuerpo celeste comprende una serie de pasos:
- Corregir la altura medida con el sextante, Hs, para obtener la altura observada, Ho.
- Determinar las coordenadas del astro observado con el almanaque náutico: GHA, Dec
- Seleccionar una posición asumida, AP, a partir de la posición de estima, y calcular su ángulo horario local, LHA.
- Obtener la altura calculada y el azimut para la posición asumida.
- Comparar las alturas calculada y observada.
- Trazar la recta de altura

### Trazado
Para el trazado se emplea una carta náutica mercatoriana o una carta en blanco.
La recta de altura se traza a partir de la posición asumida perpendicular al azimut, y sobre este se lleva la distancia en millas náuticas p = 60(Ho-Hc), con el sentido indicado:
- p = +, Ho > Hc: Según Z
- p = -, Ho < Hc: En sentido contrario a Z

Si p es positiva, la recta de altura se traza perpendicular al azimut.
Si p es negativa, la recta de altura se traza desde la posición asumida según Z+180°.